# Dimnat Khadir (huyện)
Huyện Dimnat Khadir là một huyện thuộc tỉnh Ta`izz, Yemen. Đến thời điểm năm 2003, huyện này có dân số 49832 người